# Diglossopis
Diglossopis is een voormalig geslacht van zangvogels uit de familie Thraupidae.

## Soorten
Het geslacht kende de volgende soorten: De soorten maken tegenwoordig deel uit van het geslacht Diglossa..
- Diglossopis caerulescens (Grijsblauwe berghoninkruiper)
- Diglossopis cyanea (Maskerberghoningkruiper)
- Diglossopis glauca (Goudoogberghoningkruiper)
- Diglossopis indigotica (Indigo-berghoningkruiper)